# Curtis Stone (Leichtathlet)
Curtis Charles „Curt“ Stone (* 19. November 1922 in Brooklyn; † 30. Juli 2021 in Kent, Ohio) war ein US-amerikanischer Leichtathlet.

## Sportliche Laufbahn
Bei den Olympischen Spielen 1948 in London wurde er Sechster über 5000 m.
1951 siegte er bei den Panamerikanischen Spielen in Buenos Aires über 10.000 m sowie über 3000 m Hindernis und wurde Vierter über 1500 m. Um seinen Sieg im Hindernisrennen gab es eine Kontroverse, weil Stone seinen Landsmann Browning Ross auf der Zielgeraden aufholen ließ und mit ihm gemeinsam die Ziellinie überquerte. Die Schiedsrichter wollten Stone zunächst disqualifizieren, gaben jedoch nach, als die US-Delegation ihnen versicherte, es habe sich um eine in ihrem Land übliche sportliche Geste gehandelt. Nachdem die Kameraauswertung ergab, dass Stone um Haaresbreite vor seinem Kameraden eingelaufen war, wurde er zum Sieger erklärt.
Im Jahr darauf kam Stone bei den Olympischen Spielen 1952 in Helsinki über 10.000 m auf den 20. Platz und schied über 5000 m im Vorlauf aus. 1956 kam er bei den Olympischen Spielen in Melbourne über 5000 m nicht über die erste Runde hinaus.
Dreimal wurde er US-Meister über 5000 m (1947, 1948, 1952), viermal über 10.000 m bzw. sechs Meilen (1951–1954) und je einmal über 3000 m Hindernis (1949) und im Crosslauf (1947). In der Halle holte er viermal den nationalen Titel über drei Meilen (1947, 1948, 1950, 1951).

### Persönliche Bestzeiten
- 1500 m: 3:55,2 min, 18. Juli 1950, Stavanger
- 5000 m: 14:27,0 min, 27. Juni 1952, Los Angeles
- 10.000 m: 30:33,4 min, 20. Juni 1952, Long Beach
- 3000 m Hindernis: 9:08,6 min, 9. August 1950, Malmö

## Berufliche Laufbahn
Während des Zweiten Weltkriegs war Stone im englischen Horham beim 95th Air Base Wing der United States Air Force stationiert. Dort arbeitete er eineinhalb Jahre als Finanzsachbearbeiter.
1947 schloss er ein Studium an der Pennsylvania State University ab und promovierte 1963 in Pädagogik. Anschließend unterrichtete er an der Kent State University. 